# Pas de l'Ós (Castell de Mur)
El Pas de l'Ós és una collada situada a 619 m d'altitud del terme municipal de Castell de Mur, dins de l'antic municipi de Guàrdia de Tremp, al Pallars Jussà, en l'àmbit del poble de Cellers. És a l'extrem occidental del Serrat Pedregós, a la riba esquerra del barranc del Bosc, en el lloc per on passava el camí que des de les Cases de l'Estació de Cellers anava a buscar el Serrat Pedregós, baixava al barranc del Bosc, i es ramificava: un branc travessava el barranc per tal de remuntar cap al Montsec d'Ares, i l'altre seguia paral·lel al barranc del Bosc i anava a buscar el Molí de Carrió, pertanyent al poble de Moror.